# Guadalupesi
I guadalupesi, o conventuali riformati, furono i frati minori francescani del ramo riformato da Giovanni di Guadalupe.

## Storia
Giovanni di Guadalupe abbracciò la vita religiosa tra i frati minori di Salamanca e fu tra i primi discepoli di Giovanni da Puebla, iniziatore della riforma della "stretta osservanza" in seno al suo ordine. Desiderando abbracciare una vita di più stretta austerità, insieme al suo collaboratore Pietro di Melgar, iniziò a progettare una riforma da attuare sotto la protezione dei minori conventuali.
Si recò a Roma ed espose il suo progetto di riforma a papa Alessandro VI che, con la bolla Sacrosantae militantis Ecclesiae del 26 settembre 1496, gli concesse di aprire un eremo in Spagna, di accogliervi sei frati minori osservanti e di ricevere nuovi aspiranti; Giovanni di Guadalupe sarebbe stato il loro superiore immediato alle dirette dipendenze del ministro generale dei conventuali.
A Giovanni si unirono presto alcuni religiosi tra i quali Giovanni Pasqual.
Dal luogo di origine del fondatore i frati vennero detti guadalupesi: il loro abito, di colore grigio, era caratterizzato da un cappuccio di forma piramidale (da cui vennero detti frati cappucciati o della cappucciola) e incedevano a piedi nudi, senza calze e senza sandali.
I frati dell'osservanza e i sovrani di Spagna, promotori degli osservanti, cercarono di ostacolare lo sviluppo dei guadalupesi e costrinsero il fondatore a tornare a Roma nel 1499, ottenendo nuovo e più ampio appoggio da Alessandro VI (bolle Super familiam e Dudum tibi). I guadalupesi riuscirono così a organizzarsi nelle custodie del Santo Vangelo e di Santa Maria della Luce e ad aprire eremi in Estremadura (Alconchel, a Villanueva del Fresno, Trujillo, Salvaleón) e a Vila Viçosa, in Portogallo.
La storia successiva della riforma fu alquanto travagliata: i guadalupesi furono sospesi nelle loro attività da papa Alessandro VI nel 1502 e nuovamente approvati da papa Giulio II nel 1503. Nel capitolo generalissimo di tutte le famiglie e congregazioni francescane papa Leone X, con la bolla Ite vos del 29 maggio 1517, ordinò ai guadalupesi (come anche ai clareni, agli amadeiti e ai colettani) di unirsi agli osservanti.
Gli ideali e le istanze guadalupesi furono riprese da Giovanni Pasqual che, con i suoi pasqualiti, sarà il continuatore della riforma.